# Dariq Whitehead
Dariq Miller-Whitehead (Newark, 1º agosto 2004) è un cestista statunitense, professionista nella NBA con i Brooklyn Nets.

## Carriera
Dopo aver trascorso una stagione con i Duke Blue Devils, nel 2023 si dichiara per il Draft NBA, in cui viene selezionato con la ventiduesima scelta assoluta dai Brooklyn Nets.

## Statistiche

### College
| Anno      | Squadra          | PG | PT | MP   | TC%  | 3P%  | TL%  | RP  | AP  | PRP | SP  | PP  |
| --------- | ---------------- | -- | -- | ---- | ---- | ---- | ---- | --- | --- | --- | --- | --- |
| 2022-2023 | Duke Blue Devils | 28 | 7  | 20,6 | 42,1 | 42,9 | 79,3 | 2,4 | 1,0 | 0,8 | 0,2 | 8,3 |
| Carriera  | Carriera         | 28 | 7  | 20,6 | 42,1 | 42,9 | 79,3 | 2,4 | 1,0 | 0,8 | 0,2 | 8,3 |

### NBA

#### Regular Season
| Anno      | Squadra       | PG | PT | MP   | TC%  | 3P%  | TL%  | RP  | AP  | PRP | SP  | PP  |
| --------- | ------------- | -- | -- | ---- | ---- | ---- | ---- | --- | --- | --- | --- | --- |
| 2023-2024 | Brooklyn Nets | 2  | 0  | 12,0 | 20,0 | 0,0  | 50,0 | 2,0 | 1,5 | 0,0 | 0,5 | 1,5 |
| 2024-2025 | Brooklyn Nets | 20 | 0  | 12,3 | 40,6 | 44,6 | 60,0 | 1,5 | 0,6 | 0,3 | 0,1 | 5,7 |
| Carriera  | Carriera      | 22 | 0  | 12,3 | 39,6 | 42,9 | 57,1 | 1,5 | 0,7 | 0,3 | 0,1 | 5,3 |

### G League

#### Regular Season
| Anno      | Squadra          | PG | PT | MP   | TC%  | 3P%  | TL%  | RP  | AP  | PRP | SP  | PP   |
| --------- | ---------------- | -- | -- | ---- | ---- | ---- | ---- | --- | --- | --- | --- | ---- |
| 2023-2024 | Long Island Nets | 17 | 16 | 18,5 | 38,2 | 27,3 | 85,0 | 2,9 | 1,4 | 0,6 | 0,1 | 8,8  |
| 2024-2025 | Long Island Nets | 29 | 29 | 28,0 | 37,7 | 33,5 | 71,4 | 4,0 | 1,8 | 1,3 | 0,4 | 12,7 |
| Carriera  | Carriera         | 46 | 45 | 24,5 | 37,8 | 32,0 | 76,4 | 3,6 | 1,6 | 1,0 | 0,3 | 11,2 |

## Premi e riconoscimenti
- Naismith Prep Player of the Year (2022)
- McDonald's All-American (2022)